# 포천 아우라지 베개용암
포천 아우라지 베개용암은 대한민국 경기도 포천시 창수면에 있는 지질지형이다. 2013년 2월 12일 대한민국의 천연기념물 제542호로 지정되었다.

## 개요
포천 아우라지 베개용암은 신생대 제4기 추가령 구조곡 또는 조선민주주의인민공화국의 평강 오리산에서 분출한 현무암질 용암이 옛 한탄강 유로를 따라 흐르다가 영평천과 한탄강이 만나는 지점에서 급랭하여 형성된 것으로 우리나라 육지에서는 발견된 예가 드물다.
선캄브리아기 변성암류와 제4기 현무암질 용암류와의 부정합, 주상절리, 하식애 및 고토양층의 발달 등 지질·지형학적인 가치 및 경관적 가치도 우수하다.

## 사진

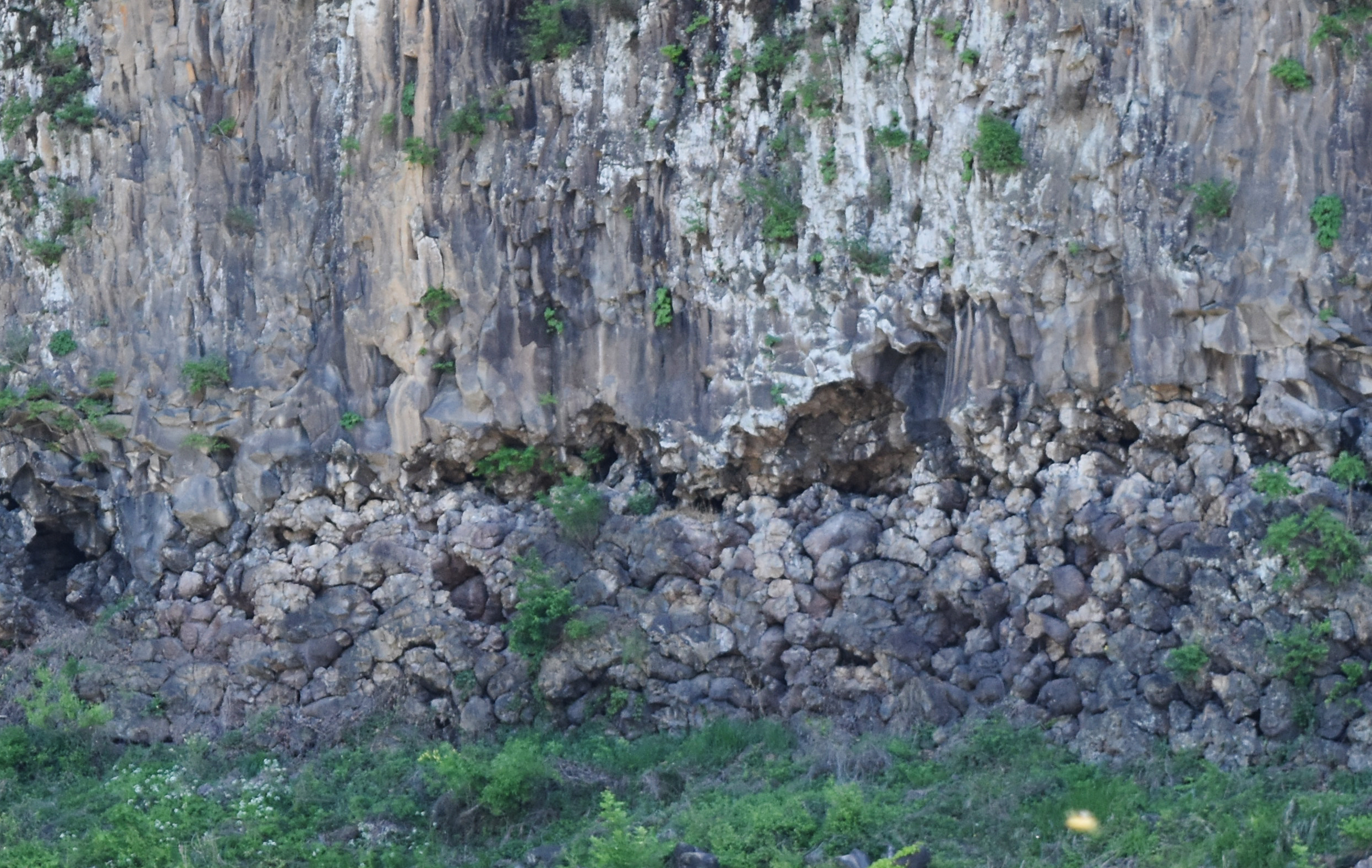
절리 하단에 원형으로 둥글게 뭉쳐 있는 것이 베개 용암이다.

## 참고 자료
- 포천 아우라지 베개용암 - 국가유산청 국가유산포털